# Stazione di Shiki (Osaka)
La stazione di Shiki (志紀駅?, Shiki-eki) è una stazione ferroviaria di Yao, città della prefettura di Osaka in Giappone, situata sulla linea principale Kansai (linea Yamatoji) e sulla linea Ōsaka Higashi.

## Linee

### Treni
- JR West
  - ■ Linea Yamatoji

## Caratteristiche
La stazione ha una due banchine laterali serventi due binari.
| 1 | ■ Linea Yamatoji | per Ōji, Nara e Takada                      |
| 2 | ■ Linea Yamatoji | per Tennōji, Shin-Imamiya, Namba JR e Osaka |

## Stazioni adiacenti
| «                                 | Servizio       | »              |
| Linea Yamatoji                    | Linea Yamatoji | Linea Yamatoji |
| --------------------------------- | -------------- | -------------- |
| Yao                               | Locale         | Kashiwara      |
| Tutti gli altri treni non fermano |                |                |